# ハーマン・リ
ハーマン・リ（Herman Li、漢字表記：李 康敏〈リ・カンミン／Li Kang Min〉、1976年10月3日 - ）は、香港出身のミュージシャン。パワーメタルバンド・ドラゴンフォースのリードギタリスト。腰にまで達する長髪が特徴。

## 人物

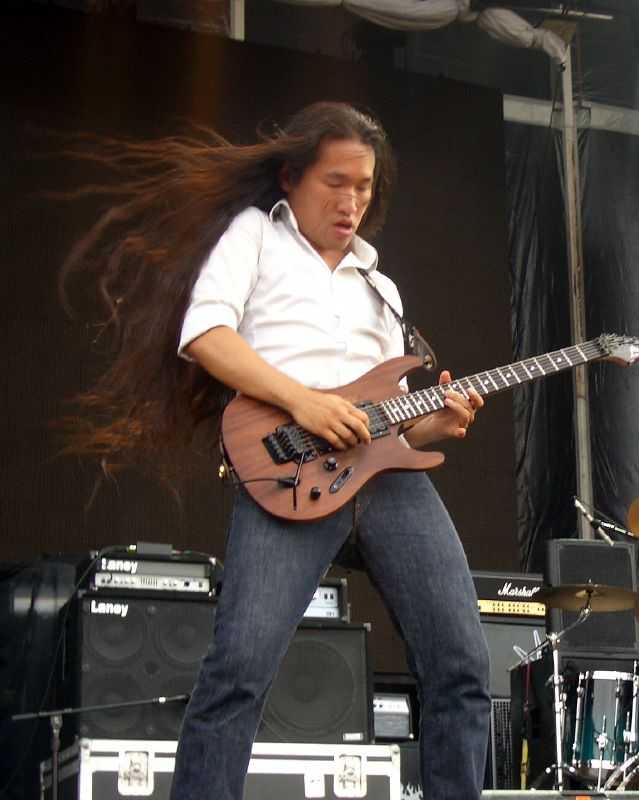
2006年

香港の実業家の両親の元に出生。11歳でフランスに1年間留学し、その後一家でイギリスに移住した。広東語、英語、フランス語を話せる。ゲームが好きで、少年時代はPCエンジンを好んでプレイしていた。
フランスにいた11歳の頃、ロックミュージックを初めて耳にし、中でもギターソロに魅了された。最初に弾いたのはギターではなく、幼い頃に両親がハイチで買ってきた木製のギターもどきだった。4本ほど弦が張られたもので、それでしばらく遊んでいた。本物のギターを手に入れたのは16歳の誕生日の翌月の11月で、赤いスクワイアだった。1年後にギター店にて、スクワイアとアイバニーズEX360を交換してもらった。EX360はプロになった後も保管していて、若い頃、大勢の著名ギタリストに書いてもらったサインが残っている。
本来は左利きだが、ギターを始める際レフティーモデルが手に入らなかったため、通常の右利き用ギターを使用することになった。現在はアイバニーズから発売されたシグネイチャーモデルを使用している。Sシリーズがベースとなっており、彼の理想のトーンを得るために開発されたディマジオのピックアップを搭載するほか、彼のパフォーマンスの一つとなっているギターを持ち上げるアクションのため、ボディの一部にホーン部分を指の跡形に削り込んだ「カンフー・グリップ」を搭載するなど、ユニークな特徴を持つ。
2025年現在、使用しているギターはPRSのシグネチャーモデルに変更していることが彼のYouTubeチャンネルで確認できる。彼のアームを用いた奏法を継承するためフロイドローズのブリッジが装着されており、ボディは極端に薄い設計であることがわかる。
演奏の特徴として、トレモロアームやエフェクターなどを駆使して、奇抜な効果音を出す。最近では、手の動きにあわせてエフェクトがかかるSource Audio社製のワイヤレスエフェクター、Hot Hand3を使用している。「象の鳴き声」「パックマン」「深海ノイズ」などの擬音奏法はステージでも披露する。また、ドラゴンフォースの相方であるサム・トットマンと同様、速弾きを得意とする。
娘の名前はクロエ、愛犬の名前はシンバッド、ピクルスである。
2005年からブラジリアン柔術を習っている。現在もツアーに出ていない時は習っている。

## 発明したサウンドエフェクト
- DIVE BOMB noise
- PAC-MAN noise
- MOTORBIKE noise
- ELEPHANT noise
- Herman noise

## 使用機材
ギター

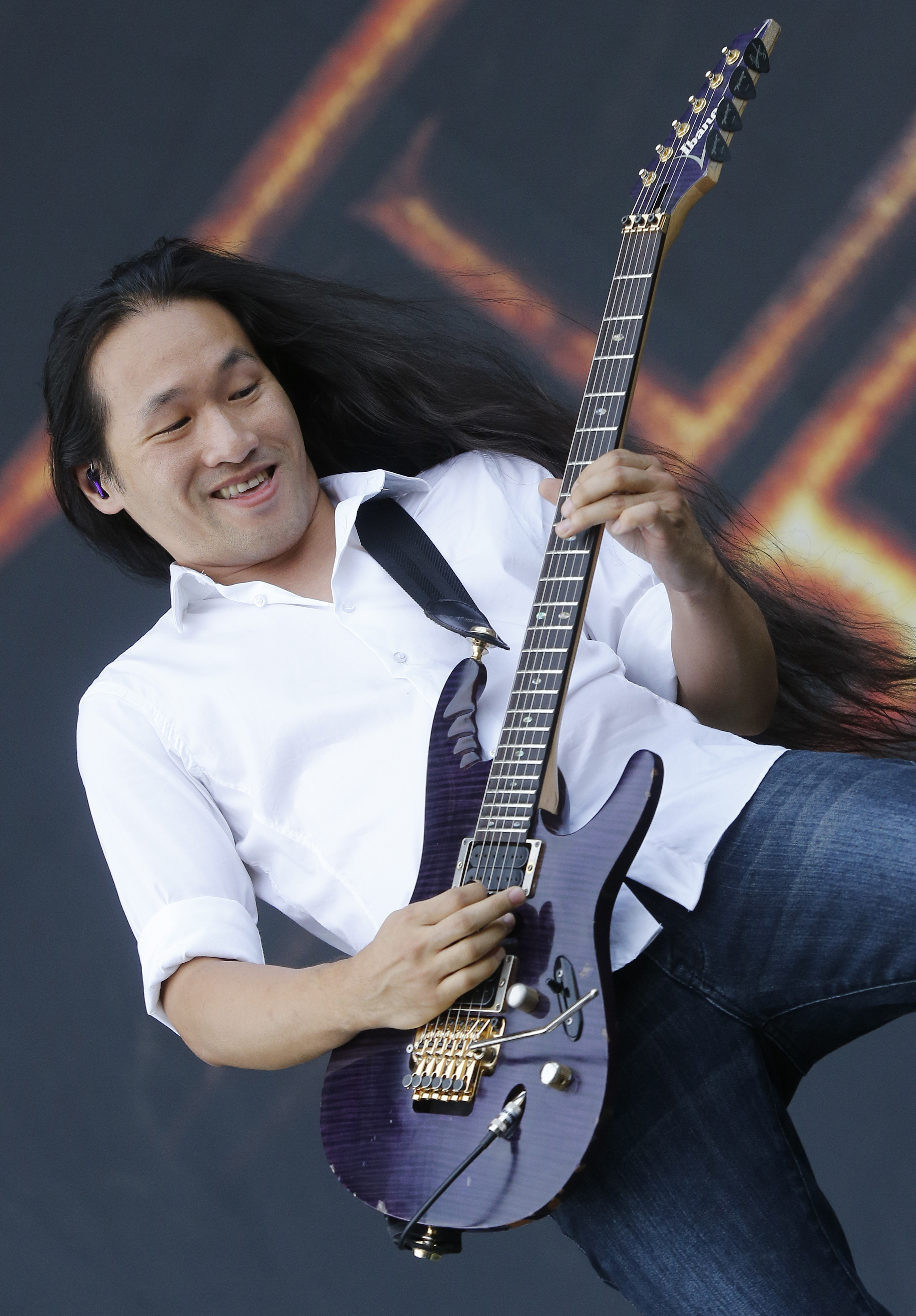
アイバニーズ E-GEN18

- Ibanez E-Gen - EGEN18 Herman Li Signature Model
- Ibanez 7 String - 540S7BK
- Ibanez Acoustics
- DiMarzio Pickups (HLM - Neck, Middle, Bridge)
- D'Addario Strings
- Ibanez E-Gen 2
- Ibanez Jem 7BSB
- Ibanez 540-S7

アンプほか
- Rocktron Prophesy II
- Rocktron All Access
- Rocktron MIDI Mate
- Source Audio Hot Hand
- Mesa Boogie Stereo 2:Fifty
- Peavey 4x12 Straight Speaker Cabinets
- MIDIjet Pro Wireless Midi System
- DigiTech Whammy 2
- Dunlop Cry Baby DCR-2SR
- Ibanez Weeping Demon
- Rocktron Patch Mate
- Rocktron Xpression
- Rocktron Intellifex XL
- Korg DTR-2000
- Fi Dorra Music Box
- Marshall 120 WT head
- Marshall 4x12 cab